# مصطفی السید
مصطفی السید (انگلیسی: Mostafa El-Sayed؛ زاده ۸ مه ۱۹۳۳) یک دانشمند در زمینه شیمی اهل مصر است.